# Сельцо-Никольское
Сельцо-Никольское (Никольское) — деревня в Окуловском муниципальном районе Новгородской области, относится к Боровёнковскому сельскому поселению.
Деревня расположена на Валдайской возвышенности, в 26 км к северо-западу от Окуловки (45 км по автомобильной дороге), до административного центра сельского поселения — посёлка Боровёнка 18 км (27 км по автомобильной дороге).
| 2010 |
| ---- |
| 7    |

Неподалёку, в 1,5 км от Никольского расположены деревни: Пепелово на севере и Шарово с Девущино на западе, а ранее в промежутке между Пепелово и Шарово существовала ещё одна деревня — Комшино.

## История
Ранее Никольское было селом, в. т.ч. и ввиду наличия церкви. В Новгородской губернии село было приписана к Каёвской волости Крестецкого уезда, а с 30 марта 1918 года Маловишерского уезда. В селе более 120 лет существовала школа. До 2005 года деревня входила в число населённых пунктов подчинённых администрации Каёвского сельсовета.

## Транспорт
Ближайшая железнодорожная станция расположена в Боровёнке. Через деревню проходит автомобильная дорога Боровёнка — Висленев Остров — Любытино.